# Aleksandar Petrović (calciatore 1983)
Aleksandar Petrović (in serbo Александар Пeтpoвић?; Belgrado, 22 marzo 1983) è un ex calciatore serbo, di ruolo difensore.

## Carriera
Ha giocato nella massima serie dei campionati serbo, sudcoreano e rumeno.